# Tierra y Libertad, La Independencia
Tierra y Libertad är en ort i Mexiko.   Den ligger i kommunen La Independencia och delstaten Chiapas, i den sydöstra delen av landet, 900 km öster om huvudstaden Mexico City. Tierra y Libertad ligger 1 184 meter över havet och antalet invånare är 582.
Terrängen runt Tierra y Libertad är lite bergig. Runt Tierra y Libertad är det ganska tätbefolkat, med 54 invånare per kvadratkilometer. Närmaste större samhälle är San Isidro el Zapotal, 4,1 km öster om Tierra y Libertad. I omgivningarna runt Tierra y Libertad växer huvudsakligen savannskog.